# Markéta Pravdová
Markéta Pravdová (* 1974 Nové Město na Moravě) je česká jazykovědkyně, zaměřením bohemistka, v letech 2005–2016 vedoucí oddělení jazykové kultury Ústavu pro jazyk český Akademie věd ČR, od roku 2011 zástupkyně ředitele ÚJČ pro vnější vztahy a popularizaci, v letech 2012–2017 předsedkyně Rady ÚJČ.

## Život a kariéra
Narodila se v Novém Městě na Moravě, do 18 let bydlela v obci Bohdalov. Vystudovala gymnázium ve Žďáře nad Sázavou. Po gymnáziu studovala obor český jazyk – filosofie na Filozofické fakultě Univerzity Karlovy v Praze.
Po studiích pracovala jako mediální analytik a následně account manager v české public relations agentuře Donath-Burson-Marsteller. V roce 2000 absolvovala London School of Public Relations. V roce 2005 obhájila na Fakultě sociálních věd UK doktorskou dizertační práci v oboru mediální studia na téma Globální kultura a reklama. V roce 2015 absolvovala na Business Institutu studijní program MBA Public relations a komunikace.
Ještě za studií začala pracovat v oddělení jazykové kultury a v jazykové poradně Ústavu pro jazyk český AV ČR. Do Ústavu pro jazyk český AV ČR se pak vrátila roku 2001. Dlouhodobě se zabývá výzkumem a popularizací současného českého jazyka, teorii a praxi jazykové kultury a jazykovému poradenství. V letech 2005–2016 působila v ÚJČ jako vedoucí oddělení jazykové kultury, od roku 2011 byla zástupkyní ředitele pro vnější vztahy a popularizaci. Je dlouholetou členkou Rady Ústavu pro jazyk český, v letech 2012–2017 byla její předsedkyní. Působila v Radě pro popularizaci vědy AV ČR a Redakční radě akademických periodik. Od roku 2017 je členkou Akademické rady AV ČR, pověřenou koncepčními otázkami akademických médií, prezentací výsledků AV ČR a spoluprací AV ČR s médii, komunikací s veřejností, agendou podpory vědeckých společností a ediční činností AV ČR. Je vedoucí redaktorkou odborného časopisu Naše řeč.
18. listopadu 2010 ji Rada ÚJČ pod vedením Jana Králíka navrhla předsedovi AV ČR za kandidátku na funkci ředitelky Ústavu pro jazyk český AV ČR, předseda AV ČR však tomuto návrhu nevyhověl a ředitelem zůstal až do roku 2016 Karel Oliva, který jím byl již od roku 2003.
Přednášela a vedla studentské práce na Filosofické fakultě UK a Fakultě sociálních věd UK.
Je držitelkou Prémie Otto Wichterle, Čestné medaile Vojtěcha Náprstka za zásluhy v popularizaci vědy nebo (s kolektivem autorů Internetové jazykové příručky) Medaile MŠMT I. stupně.

## Názory a postoje
V otázce vývoje češtiny sama sebe považuje za konzervativce, čímž rozumí, že na rozdíl od docenta Olivy, který by rád jazyk pozoroval a na základě toho by sledoval vývoj, vývojové tendence, by raději vytvářela normy a lidem pomáhala v tom, jak to má být správně. Ovšem o tom, co je správně, co je vhodně, co je spisovně, se vedou opravdu dlouhé debaty a spory. Co se týče slovní zásoby, považuje se za „trošku darwinistu“ – co je dobré, to se ujme a přežije.
10. ledna 2017 v 19. dílu měsíčníku Fokus v České televizi, věnovaném tématu Pravda a lež, propagovaném otázkami: „Co je vlastně pravda a co je lež? Stává se opakovaná lež pravdou? A existuje jenom jedna pravda?“, pozornost komentátorů zaujala tvrzeními: „Prozradím vám, že v sedmém pádu je ležmi. (…) Já nevím, jestli se lžemi je lepší.“ Podle všech jazykových příruček a slovníků je ovšem v instrumentálu jediným správným tvarem „lžemi“ a ani mediální archiv Newton Media nezachytil za posledních pět let ani jediný tvar „ležmi“, oproti 247 výskytům tvaru „lžemi“, tedy ani korpusovou lingvistikou nelze alternativní tvar obhajovat. Komentátor Týdne Jaromír Slomek věnoval celý sloupek tomu, jak se tak ambiciózní odbornici na místě tak exponovaném mohlo takové faux pas přihodit, a čím to, že ji nikdo ve studiu neopravil a ani ona se neopravila a za svůj omyl neomluvila.

## Publikace
Je autorkou knihy:
- McDonald’s – tak trochu jiná kultura?, Karolinum, 2006

Byla vedoucí autorkou a editorkou kolektivních monografií:
- Jsme v češtině doma?, Academia, 2012
- Akademická příručka českého jazyka, Academia, 2014
- Čeština nově od A do Ž, Academia, 2016

Je spoluautorkou Internetové jazykové příručky (prirucka.ujc.cas.cz) a více než stovky odborných studií a popularizačních textů.
Podílela se na tvorbě televizního pořadu O češtině (Česká televize, 2006–2011) a tištěných publikací O češtině 1–3 (Česká televize 2008, 2008, 2010, u 3. dílu je ale jako autor uváděn Aleš Cibulka), pořadu Slovo nad zlato (Český rozhlas, 2015–2016) a dalších mediálních projektů.